# 하이퍼링크 시네마
하이퍼링크 시네마(Hyperlink cinema)는 복잡하거나 다층적인 서사 구조가 특징인 영화 제작 스타일로, 월드 와이드 웹이 알려주는 방식으로 사용된다. 이 용어는 작가 앨리사 쿼트가 2005년 영화 전문지 '필름 코멘트'의 영화 '해피엔딩스'(2005)에 대한 평론에서 이 용어를 사용했다. 영화평론가 로저 에버트는 2005년 영화 시리아나를 리뷰할 때 이 용어를 대중화했다. 이 영화들은 하이퍼 미디어가 아니며 실제 하이퍼링크를 가지고 있지 않지만, 보다 은유적인 의미에서 다층적이다.

해피엔딩을 설명하면서 쿼트는 각주와 분할 스크린으로 작용하는 캡션을 하이퍼링크 시네마의 요소로 간주하고 월드 와이드 웹과 멀티태스킹의 영향에 주목한다. 시간과 캐릭터의 개인적인 이력을 가지고 노는 것, 줄거리 반전, 여러 등장인물들 사이의 부조화된 이야기 줄거리들, 시작과 끝 사이를 점프하는 것(플래시백과 플래시포워드) 또한 요소들이다. 이어 에버트는 하이퍼링크 영화관을 등장인물이나 액션이 별개의 이야기 속에 상주하는 영화라고 설명했지만, 이러한 이질적인 이야기들 사이의 연관성이나 영향력은 서서히 관객들에게 드러나고 있다; 멕시코 감독 알레한드로 곤살레스 이냐리투의 영화 아모레스 페로스(2000), 21 그램(2003), 바벨(2006)에서 묘사되었다.

쿼트는 로버트 알트먼 감독이 이 장르를 위한 구조를 만들었고, 그의 영화 내슈빌(1975년)과 쇼트컷(1993년)에서 인터락 스토리를 결합하는 데 그 유용성을 증명했다고 제안한다. 그러나 그의 작품은 장 르누아르의 《게임의 법칙》(1939), 사티아지트 레이의 《칸첸중가》(1962), 페데리코 펠리니의 《아마르코드》(1973), 리트윅 가타크의 《티타시 에크티 나디르 나담》(1973) 등 여러 편의 영화가 선구했다.

쿼트는 또한 텔레비전 시리즈 24를 언급하고 알란 루돌프의 영화 웰컴 투 LA(1976년)를 초기 프로토타입으로 논한다.[크래쉬(2004)는 스티븐 소더버그의 교통(2000년), 신의 도시(2002년), 시리아나(2005년), 나인라이프(2005년)와 마찬가지로 장르의 예다.

하이퍼링크 시네마 영화
- The Rules of the Game (1939)
- Kanchenjunga (1962)
- Amarcord (1973)
- Titash Ekti Nadir Naam (1973)
- The Phantom of Liberty (1974)
- Zavallilar (1974)
- Nashville (1975)
- Welcome to L.A. (1976)
- Yol (1981)
- After Hours (1985)
- Hannah and Her Sisters (1986)
- Do the Right Thing (1989)
- Dazed and Confused (1993)
- Short Cuts (1993)
- Three Colours: Red (1993)
- Before the Rain (1994)
- Exotica (1994)
- Pulp Fiction (1994)
- Gummo (1997)
- Lock, Stock and Two Smoking Barrels (1998)
- The Opposite of Sex (1998)
- Playing by Heart (1998)
- Go (1999)
- Magnolia (1999)
- Code Unknown (2000)
- Timecode (2000)
- Amores perros (2000)
- Snatch (2000)
- Traffic (2000)
- Lantana (2001)
- Thirteen Conversations About One Thing(2001)
- City of God (2002)
- 11:14 (2003)
- Love, Actually (2003)
- 21 Grams (2003)
- Cape of Good Hope (2004)
- Crash (2004)
- Aayutha Ezhuthu (2004)
- Happy Endings (2005)
- Syriana (2005)
- Nine Lives (2005)
- Look Both Ways (2006)
- Babel (2006)
- The Edge of Heaven (2007)
- Rendition (2007)
- You, the Living (2007)
- The Air I Breathe (2008)
- Gomorrah (2008)
- Mumbai Meri Jaan (2008)
- Ajami (2009)
- Powder Blue (2009)
- Hereafter (2010)
- Vedam (2010)
- Answers to Nothing (2011)
- Bombay March 12 (2011)
- Contagion (2011)
- Cloud Atlas (2012)
- Disconnect (2012)
- The Big Short (2015)
- Dunkirk (2017)
- Maanagaram (2017)
- Odu Raja Odu (2018)
- Super Deluxe (2019)
- The Devil All the Time (2020)

하이퍼링크 시네마와 연관된 감독
- Paul Thomas Anderson
- Satyajit Ray
- Ritwik Ghatak
- Alejandro González Iñárritu
- Quentin Tarantino
- Robert Altman
- The Wachowskis
- Tom Tykwer
- Steven Soderbergh
- Richard Linklater

## 같이 보기
- 옴니버스 영화
- 앙상블 캐스트